# Barco de investigación técnica

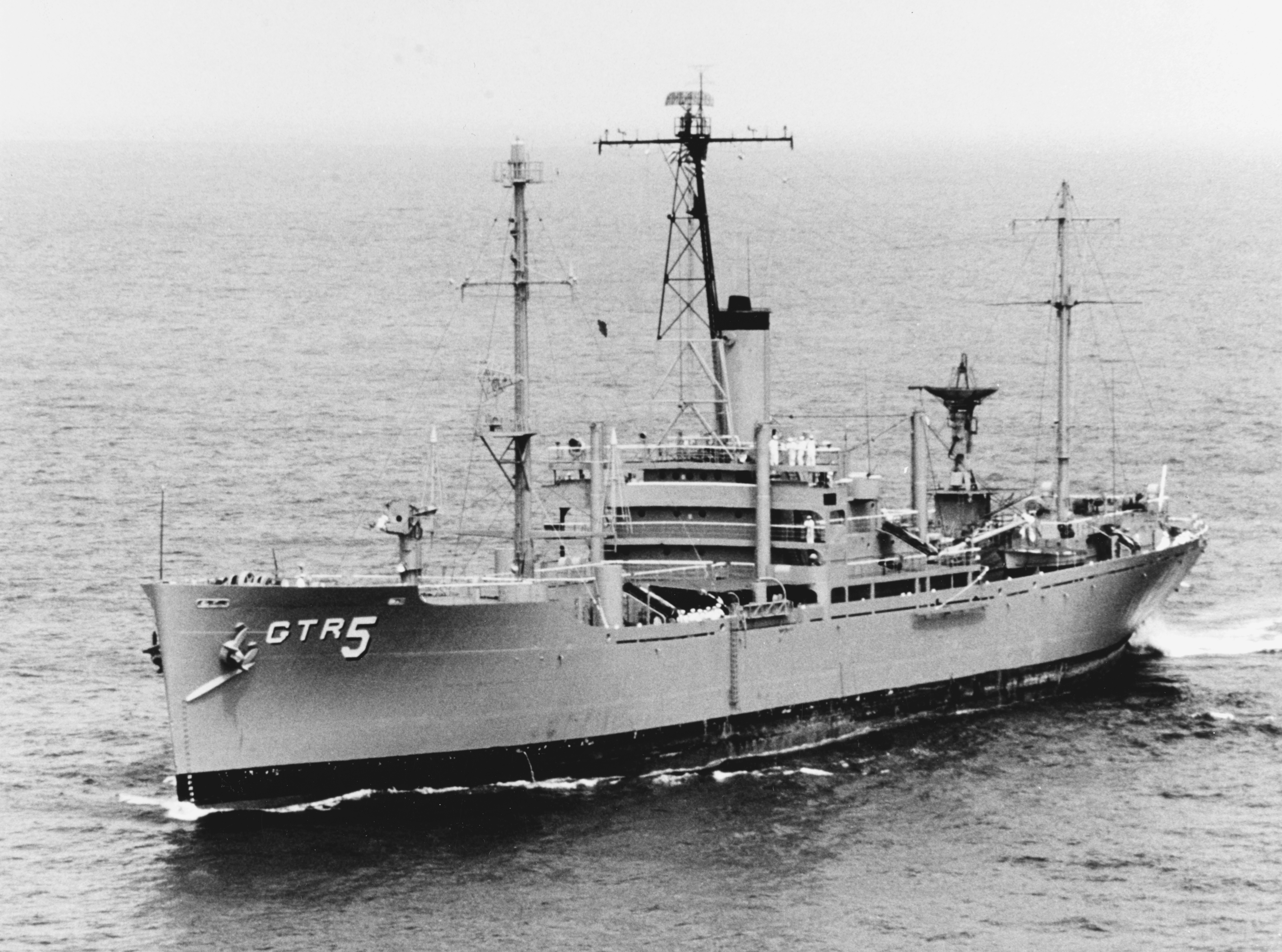
El barco espía.

Los barcos de investigación técnica fueron empleados por la Armada de los Estados Unidos durante la década de 1960 para recolectar inteligencia al monitorear, grabar y analizar comunicaciones electrónicas inalámbricas de varios países alrededor del mundo. En la época cuando estos barcos estaban en actividad, su misión era secreta y la discusión de su verdadera misión estaba prohibida (información clasificada). La misión de los barcos era públicamente divulgada como investigación de fenómenos atmosféricos y sobre comunicaciones. Sin embargo, su verdadera misión era más o menos un secreto a la vista, por lo que eran comúnmente llamados "barcos espías".

## Función
Estos barcos tenían una tripulación compuesta por personal de la Armada de los Estados Unidos cuya especialidad era interceptar comunicaciones electrónicas inalámbricas y colectar inteligencia de esas comunicaciones (inteligencia de señales, inteligencia de comunicaciones e inteligencia de señales electrónicas). En la década de 1960, aquel personal tenía el rango de Técnico de Comunicaciones (TC).
A fin de transmitir de vuelta a los Estados Unidos la información de inteligencia colectada para su posterior procesamiento y análisis, estos barcos tenían un sistema especial llamado Technical Research Ship Special Communications (Comunicaciones Especiales de Barco de Investigación Técnica), o TRSSCOM. Este sistema de comunicaciones mediante rebote lunar empleaba una antena parabólica especial de 4,87 m (6 pies) de diámetro estabilizada por giróscopo, que puede verse detrás de la superestructura principal en las fotografías del Belmont y el Liberty. Las señales de radio eran transmitidas hacia la luna, donde rebotaban de vuelta a la Tierra y eran captadas por una gran antena parabólica de 19,5 m (64 pies) de diámetro en la Estación Naval de Comunicaciones de Cheltenham, Maryland (cerca de Washington D. C.) o la de Wahiawa, Hawái. Las comunicaciones solamente tenían lugar cuando la luna era visible simultáneamente en la ubicación del barco y en Cheltenham o Wahiawa. La estabilización giroscópica de la antena la mantenía apuntada hacia la luna mientras el barco se inclinaba y cabeceaba sobre la superficie del océano.
Estos barcos eran clasificados como auxiliares, con la designación de AGTR, acrónimo de Auxiliary, General, Technical Research (Auxiliar General Investigación Técnica, en inglés). Se construyeron cinco barcos, con sus cascos numerados del 1 al 5. Los primeros tres barcos de este tipo (Oxford, Georgetown y Jamestown) fueron cargueros Liberty de la Segunda Guerra Mundial modificados. Los dos últimos barcos (Belmont y Liberty) fueron cargueros Victory modificados. La velocidad máxima de 11 nudos de los ex cargueros Liberty limitaron a los tres primeros bargos AGTR a misiones de navegación lenta con desplazamientos mínimos. La velocidad de 18 nudos de los cargueros Victory le permitió al Belmont seguir las operaciones del portahelicópteros de la Armada Soviética Moskva en el mar Mediterráneo en 1969. Todos los barcos de investigación técnica fueron desasignados y retirados de servicio hacia 1970.
La tripulación de uno de estos barcos recibió la Presidential Unit Citation por heroísmo en combate. El USS Liberty (AGTR-5) fue atacado, muriendo 34 marineros y siendo severamente dañado por cañones, bombas de napalm y torpedos de los cazabombarderos y lanchas torpederas de las FDI.
El USS Jamestown (AGTR-3) y el USS Oxford (AGTR-1) recibieron la Meritorious Unit Commendation. La citación dice (en parte):

Por servicio merituoso desde el 1 de noviembre de 1956 al 30 de junio de 1969 mientras participaban en operaciones de apoyo en combate en el sudeste asiático. A través de investigación y la compilación de datos técnicos extremadamente valiosos, el USS Jamestown y el USS Oxford contribuyeron significativamente a la seguridad de las fuerzas estadounidenses y del mundo libre que operaban en apoyo de la República de Vietnam.
Almirante E.R. Zumwalt, Jefe de Operaciones Navales de la Armada de los Estados Unidos

Para las especificaciones de estos barcos, véase Clase Liberty y Clase Victory.

## Barcos tipo AGTR
(fechas de asiganción–desasignaciónom)
- Clase Oxford (tipo barco Liberty)
  - USS Oxford (AGTR-1) • 1961–1969
  - USS Georgetown (AGTR-2) • 1963–1969
  - USS Jamestown (AGTR-3) • 1963–1969

- Clase Belmont (tipo barco Victory)
  - USS Belmont (AGTR-4) • 1964–1970
  - USS Liberty (AGTR-5) • 1964–1968

## Barco de investigación ambiental

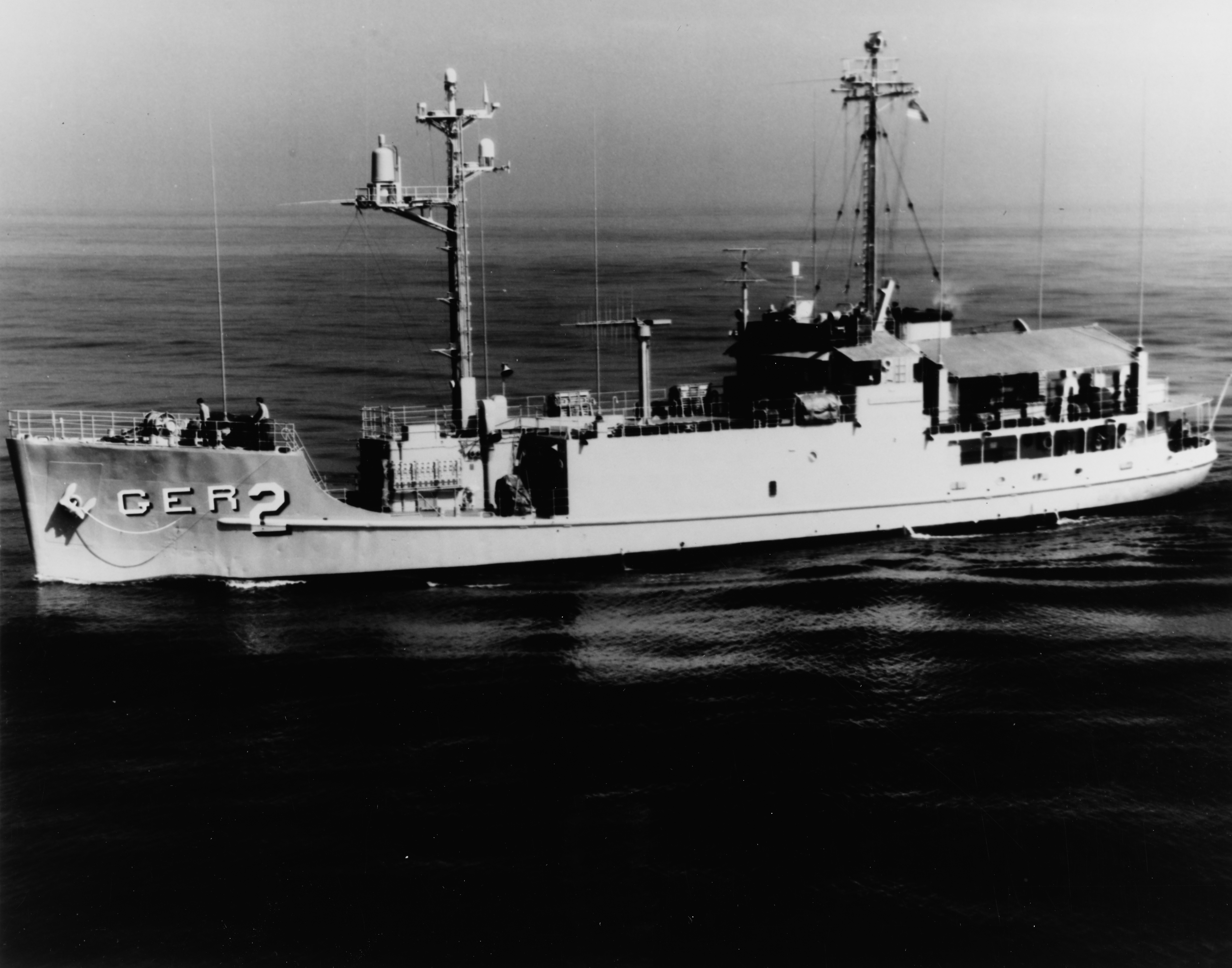
El USS Pueblo (AGER-2).

Tres pequeños barcos, ex Flete y Suministro (FS) del Ejército, fueron modificados por la Armada a Barco Carguero Ligero (AKL) y luego a Barco de Investigación Ambiental (AGER) con una misión similar. En contraste con los altos francobordos de los cascos Liberty y Victory de los barcos AGTR, los puentes de los AGER eran bajos y vulnerables al abordaje desde pequeñas embarcaciones. El USS Pueblo (AGER-2), técnicamente aún asignado y en servicio, está en manos de Corea del Norte desde su ataque y captura el 23 de enero de 1968.

### Barcos tipo AGER
- USS Banner (AGER-1) (redesignación del AKL-25/T-AKL-25, ex FS-345 del Ejército)[4]
- USS Pueblo (AGER-2) (redesignación del AKL-44, ex FS-344 del Ejército)[5]
- USS Palm Beach (AGER-3) (redesignación del AKL-45, ex FS-217 del Ejército)[6]

## Barcos Auxiliares Generales (AG) USNS
Tres barcos de investigación técnica operaron como barcos USNS con una tripulación civil del Comando de Transporte Marítimo Militar y un destacamento de la Armada que llevaba a cabo las misiones secretas. Dos barcos fueron del tipo  Maritime Commission C1-M-AV1. Uno de estos, el USNS LT. James E. Robinson (T-AG-170), era del tipo VC2-S-AP2 (Victory) y operó en este papel entre diciembre de 1962 y abril de 1964, antes de ser reclasificado como AK-274 y resumir las operaciones de carga.
- USNS Private Jose F. Valdez (T-AG-169) (tipo Maritime Commission C1-M-AV1)[8]
- USNS LT. James E. Robinson (T-AG-170) (tipo Maritime Commission VC2-S-AP2 (Victory))[9]
- USNS Sgt. Joseph E. Muller (T-AG-171) (tipo Maritime Commission C1-M-AV1)[10]